# Campionat Sud-americà de futbol de 1926
El Campionat sud-americà de futbol de 1926 fou la desena edició del Campionat sud-americà i es disputà a Santiago, Xile entre el 12 d'octubre i el 3 de novembre de 1926.

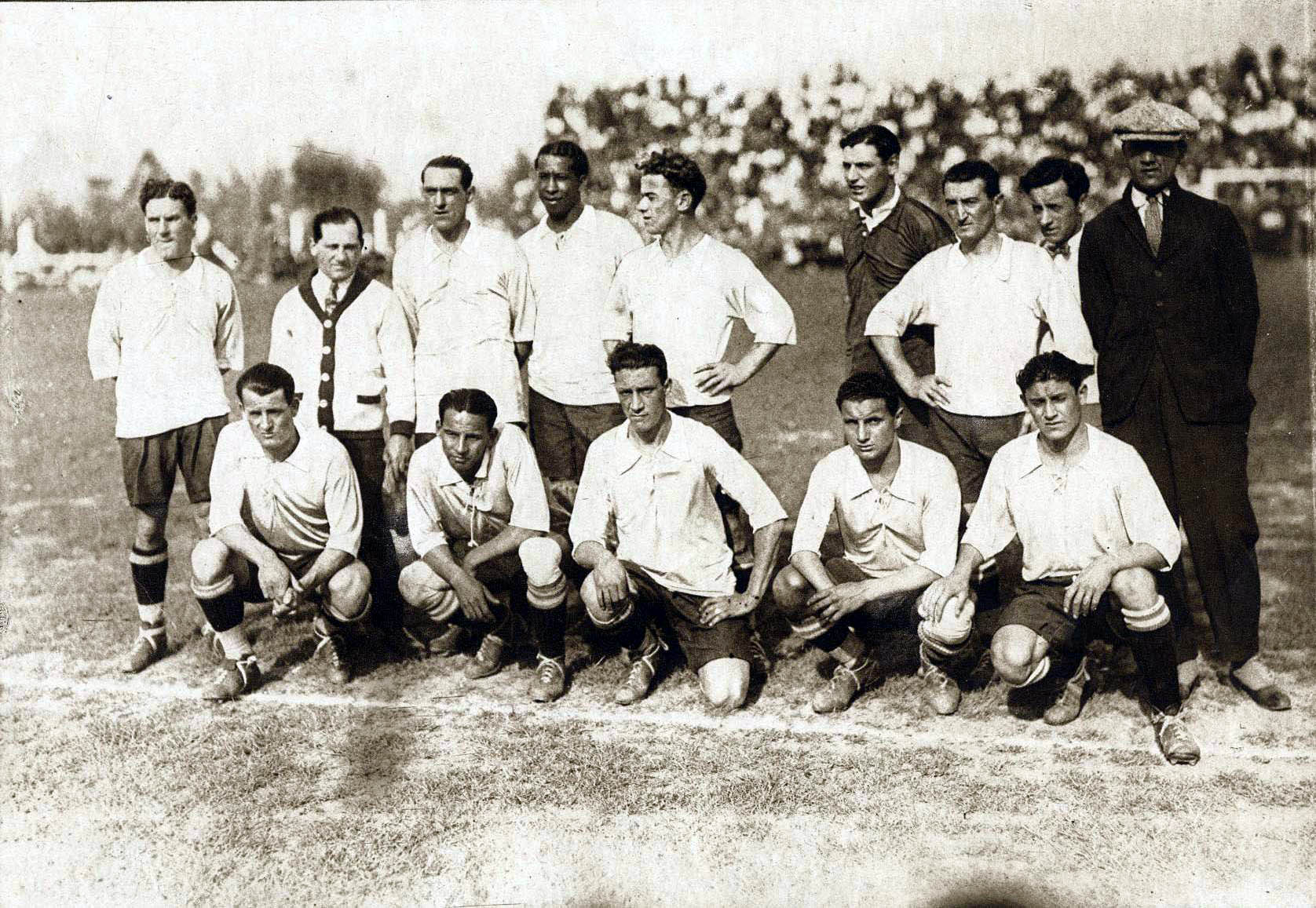
Selecció uruguaiana campiona.

Les seleccions que hi prengueren part foren Argentina, Bolívia, Xile, Paraguai, i Uruguai.
Brasil abandonà la competició, mentre que per a Bolívia fou la primera participació.

## Estadis
| Santiago                  |
| ------------------------- |
| Campos de Sports de Ñuñoa |
| Capacitat: 27.000         |
|                           |

## Ronda final
Cada equip jugà un partit contra cadascun dels altres equips. Es concediren dos (2) punts per guanyar, un (1) punt per empatar i zero (0) punts per una derrota.
| Equip     | PJ | PG | PE | PP | GF | GC | DG  | Pts |
| --------- | -- | -- | -- | -- | -- | -- | --- | --- |
| Uruguai   | 4  | 4  | 0  | 0  | 17 | 2  | +15 | 8   |
| Argentina | 4  | 2  | 1  | 1  | 14 | 3  | +11 | 5   |
| Xile      | 4  | 2  | 1  | 1  | 14 | 6  | +8  | 5   |
| Paraguai  | 4  | 1  | 0  | 3  | 8  | 20 | −12 | 2   |
| Bolívia   | 4  | 0  | 0  | 4  | 2  | 24 | −22 | 0   |

| Xile                                                                     | 7–1 | Bolívia     |
| ------------------------------------------------------------------------ | --- | ----------- |
| M. Ramírez 10' · Subiabre 14' · Arellano 15', 41', 80', 84' · Moreno 47' |     | Aguilar 89' |

| Argentina                                               | 5–0 | Bolívia |
| ------------------------------------------------------- | --- | ------- |
| Cherro 9', 19' · Sosa 31' · Delgado 43' · De Miguel 74' |     |         |

| Uruguai                               | 3–1 | Xile                |
| ------------------------------------- | --- | ------------------- |
| Borjas 22' · Castro 32' · Scarone 55' |     | Subiabre 65' (pen.) |

| Argentina                                                               | 8–0 | Paraguai |
| ----------------------------------------------------------------------- | --- | -------- |
| Sosa 11', 32', 59', 87' · Cherro 16' · Delgado 40', 42' · De Miguel 52' |     |          |

| Bolívia     | 1–6 | Paraguai                                                      |
| ----------- | --- | ------------------------------------------------------------- |
| C. Soto 88' |     | C. Ramírez 68', 72', 88' · P. Ramírez 76' · I. López 57' (81) |

| Argentina | 0–2 | Uruguai                 |
| --------- | --- | ----------------------- |
|           |     | Borjas 22' · Castro 73' |

| Uruguai                                     | 6–0 | Bolívia |
| ------------------------------------------- | --- | ------- |
| Scarone 9', 12', 28', 39', 81' · Romano 67' |     |         |

| Xile         | 1–1 | Argentina     |
| ------------ | --- | ------------- |
| Saavedra 25' |     | Tarasconi 87' |

| Uruguai                                                | 6–1 | Paraguai                  |
| ------------------------------------------------------ | --- | ------------------------- |
| Castro 16', 23', 32', 72' · Saldombide 47' (pen.), 82' |     | Fleitas Solich 58' (pen.) |

| Xile                                         | 5–1 | Paraguai        |
| -------------------------------------------- | --- | --------------- |
| Arellano 21', 64', 71' · M. Ramírez 42', 82' |     | Vargas Peña 85' |

## Resultat
| Campionat Sud-americà 1926 |
| -------------------------- |
| Uruguai                    |
| Uruguai Sisè títol         |

## Golejadors
7 gols
- David Arellano

6 gols
- Héctor Castro
- Héctor Scarone

5 gols
- Gabino Sosa

3 gols
- Roberto Cherro
- Benjamín Delgado
- Ceferino Ramírez
- Manuel Ramírez

2 gols
- Antonio De Miguel
- Guillermo Subiabre
- Ildefonso López
- René Borjas
- Zoilo Saldombide

1 gol
- Domingo Tarasconi
- Teófilo Aguilar
- Carlos Soto
- Manuel Fleitas Solich
- Pablo Ramírez
- Luis Vargas Peña
- Ángel Romano
- Humberto Moreno
- Guillermo Saavedra